# Pé Verhaegen
Pierre "Pé" Verhaegen (Tremelo, 20 de febrer de 1902 - Lovaina, 5 d'abril de 1958) va ser un ciclista belga, professional entre 1925 i 1935. En el seu palmarès destaquen tres victòries d'etapa al Tour de França, dues el 1927 i una el 1928.

## Palmarès
- 1925
  -  Campió de Bèlgica de ciclocròs
- 1926
  - 1r al Tour de Flandes d'independents
  - 1r a la Volta a Bèlgica d'independents
- 1927
  - Vencedor de 2 etapes al Tour de França
  - Vencedor d'una etapa a la Volta a Bèlgica
- 1928
  - Vencedor d'una etapa al Tour de França
  - Vencedor d'una etapa a la Volta a Bèlgica
- 1929
  - 1r a la París-Brussel·les
- 1933
  - 1r al Tour d'Hesbaye

## Resultats al Tour de França
- 1927. 7è de la classificació general. Vencedor de 2 etapes
- 1928. 16è de la classificació general. Vencedor d'una etapa
- 1929. Abandona (7a etapa)